# Manuel Quinziato
Manuel Quinziato (Bolzano, 30 de octubre de 1979) es un ciclista italiano que fue profesional desde 2002 hasta 2017.

## Biografía
Debutó como profesional en 2002 en las filas del equipo Lampre. Permaneció en el equipo italiano durante tres años. En 2003 fue subcampeón de Italia de contrarreloj, y un año después tercero en la Japan Cup.
En 2005 corrió en el equipo Saunier Duval dirigido por Joxean Fernández "Matxín", aunque sin resultados destacables.
En 2006 fichó por el Liquigas, en su primera temporada en el equipo verde ganó una etapa del Eneco Tour (en el que fue cuarto en la general). En la París-Roubaix fue 13.º en 2008 y 9.º en 2009.

## Palmarés
2001 (como amateur)
- 1 etapa del Gran Premio Guillermo Tell
- 1 etapa del Giro de las Regiones
- Campeonato Europeo Contrarreloj sub-23

2003
- 2.º en el Campeonato de Italia Contrarreloj

2006
- 1 etapa del Eneco Tour
- 3.º en el Campeonato de Italia Contrarreloj

2007
- 3.º en el Campeonato de Italia Contrarreloj

2015
- 1 etapa del Eneco Tour

2016
- Campeonato de Italia Contrarreloj

2017
- 3.º en el Campeonato de Italia Contrarreloj

## Resultados en Grandes Vueltas y Campeonatos del Mundo
| Carrera              | Carrera              | 2002 | 2003 | 2004 | 2005  | 2006 | 2007  | 2008  | 2009  | 2010  | 2011  | 2012  | 2013 | 2014  | 2015  | 2016  | 2017  |
| -------------------- | -------------------- | ---- | ---- | ---- | ----- | ---- | ----- | ----- | ----- | ----- | ----- | ----- | ---- | ----- | ----- | ----- | ----- |
|                      | Giro de Italia       | —    | 85.º | —    | —     | —    | —     | —     | 106.º | —     | —     | —     | —    | 112.º | —     | 117.º | 133.º |
|                      | Tour de Francia      | —    | —    | —    | 131.º | 78.º | 113.º | 127.º | —     | 162.º | 115.º | 109.º | 85.º | —     | 120.º | —     | —     |
|                      | Vuelta a España      | —    | —    | 94.º | —     | —    | —     | Ab.   | 126.º | —     | 131.º | —     | —    | 68.º  | —     | —     | —     |
| Mundial en Ruta      | Mundial en Ruta      | —    | —    | —    | —     | —    | —     | —     | —     | —     | 103.º | —     | —    | 80.º  | 82.º  | 46.º  | —     |
| Mundial Contrarreloj | Mundial Contrarreloj | 18.º | —    | —    | —     | —    | —     | 14.º  | —     | —     | —     | —     | —    | —     | —     | 22.º  | —     |

—: no participa

Ab.: abandono

## Equipos
- Lampre (2002-2004)
- Saunier Duval (2005)
- Liquigas (2006-2010)
  - Liquigas (2006-2009)
  - Liquigas-Doimo (2010)
- BMC Racing Team (2011-2017)